# Vincent Niclo
Vincent Niclo (París, 6 de enero de 1975) es un cantante tenor francés.

## Biografía y carrera artística

### Primeros años de vida
Niclo viene de una familia de artistas. Estudió en Cours Florent y estudió danza moderna.[cita requerida]

### Carrera
Su primer papel en el teatro fue en Renaître à Bogotá, una obra de Marthe Vandenberg. También actuó en varias películas y series de televisión como Sous le soleil, Extrême Limite, Nestor Burma y un papel en el cine en Place Vendôme dirigida por Nicole García.[cita requerida]
Después de conocer a Thierry Dran en el Ópera de París, amplió sus técnicas de canto y terminó con un papel en el musical Titanic en su versión francesa, seguido por otros papeles en musicales como Tristán e Isolda en el papel de Tristán, papeles dobles como Romeo en Roméo et Juliette, de la haine à l'amour y como Rhett Butler en Autant en emporte le vent.[cita requerida]
También desarrolló una carrera como cantante en solitario. Vicente Niclo recorrió en 2006 dando una serie de conciertos acompañados por una orquesta sinfónica y 150 músicos y cantantes del coro en Night of the Proms y lanzó un álbum del mismo año Un nom sur rostro lun con un éxito moderado.[cita requerida]
En 2014 Vincent interpretó la canción Le Temps Des Cathédrales  del musical de Notre-Dame de Paris junto con el cuarteto Il Divo. La canción fue incluida en el disco del grupo A Musical Affair (2014).

## Discografía

### Álbumes de estudio
- 2006: Un nom sur mon visage
- 2012: Opéra Rouge
- 2013: Luis
- 2013: O Fortuna
- 2014: Ce que je suis
- 2016: 5.O
- 2016 : Romantique
- 2018 : Tango
- 2019 : Tenor
- 2020 : Esperanto
- 2021 : 10 Ans déjà
- 2022 : Le Premier Noël ensemble
- 2023 : Opéra celte
- 2024 : Bel Canto